# Christian Andersen
Jens Christian Ludvig Pedersen Andersen-Bøtø (ur. 10 grudnia 1896 w Væggerløse, zm. 29 lipca 1982 tamże) – duński strzelec, olimpijczyk.
Wystartował na Letnich Igrzyskach Olimpijskich 1920 w przynajmniej 2 konkurencjach. W drużynowych zawodach w pistolecie dowolnym z 50 m osiągnął 8. pozycję.

## Wyniki

### Igrzyska olimpijskie
| Igrzyska       | Konkurencja                       | Wynik                             | Miejsce | Źródło |
| -------------- | --------------------------------- | --------------------------------- | ------- | ------ |
| Antwerpia 1920 | Pistolet dowolny, 50 m            | 407 pkt.                          | ?       | [ 2 ]  |
| Antwerpia 1920 | Pistolet dowolny, 50 m, drużynowo | 2159 pkt. (druż.) 407 pkt. (ind.) | 8       | [ 1 ]  |